# Buthacus elmenia
Espèce
Buthacus elmenia est une espèce de scorpions de la famille des Buthidae.

## Distribution
Cette espèce est endémique d'Algérie. Elle se rencontre vers El Menia.

## Description
La femelle holotype mesure 40,7 mm.

## Étymologie
Son nom d'espèce lui a été donné en référence au lieu de sa découverte, El Menia.

## Publication originale
- Lourenço, Sadine, Bissati & Houtia, 2017 : « The genus Buthacus Birula, 1908 in Northern and Central Algeria; description of a new species and comments on possible microendemic populations (Scorpiones: Buthidae). » Arachnida – Rivista Aracnologica Italiana, vol. 12, p. 18-30.